# 夜裡盤腿坐～姐姐、弟弟與我
《夜裡盤腿坐～姐姐、弟弟與我》，2022年4月9日晚間9點於日本BS松竹東急電視台播出的單集電視劇，改編自日本小說家長嶋有短篇小說集《タンノイのエジンバラ》中的兩篇〈夜のあぐら〉、〈三十歳〉，由井上真央主演。此劇為新開台的BS松竹東急電視台開台紀念特別企劃。

## 劇情大綱
辭去鋼琴老師一職的秋子（井上真央 飾），每天漫無目的過著無目標的生活。除夕當天，家裡蹲的弟弟（村上虹郎 飾）和姐姐春子（尾野真千子 飾）突然把大家聚集起來，提出關於如何幫來日已不多的父親（岸部一德 飾）保住其遺產，以避免被情婦（南果步 飾）蓄意侵占一事。對此興致不高的秋子，卻因為此契機，進而發現姐姐與弟弟不為人知的一面......。

## 登場人物
- 秋子：井上真央
- 春子：尾野真千子
- 雪雄：村上虹郎[4]
- 母親：手塚理美（日语：手塚理美）
- ミドリ：南果步
- 父親：岸部一德

## 製作團隊
- 原作：長嶋有（日语：長嶋有）《夜のあぐら》
- 劇本：野尻克己（日语：野尻克己）
- 導演：野尻克己
- 製作人：井上衛、伊藤学
- 製作：BS松竹東急

## 外部連結
- BS松竹東急電視台官網 （页面存档备份，存于）（日語）